# Niklas Mattsson
Niklas Mattsson (Sundsvall, 16 maart 1992) is een Zweedse snowboarder.

## Carrière
Bij zijn wereldbekerdebuut, in oktober 2009 in Londen, scoorde Mattsson direct zijn eerste wereldbekerpunten. Drie weken later schaarde hij zich, voor eigen publiek in Stockholm, voor de eerste maal onder de beste tien in een wereldbekerwedstrijd. In november 2011 boekte Mattsson in Stockholm zijn eerste wereldbekerzege.
Op de FIS wereldkampioenschappen snowboarden 2011 in La Molina veroverde hij de zilveren medaille op het onderdeel slopestyle, op het onderdeel Big air eindigde hij op de veertiende plaats. In Stoneham-et-Tewkesbury nam de Zweed deel aan de FIS wereldkampioenschappen snowboarden 2013, op dit toernooi sleepte hij de zilveren medaille in de wacht op het onderdeel Big Air.
In 2014 nam Mattsson een eerste keer deel aan de Olympische Spelen. Op de slopestyle eindigde hij 23e.

## Resultaten

### Olympische Winterspelen
| Jaar | Plaats | Resultaten     |
| ---- | ------ | -------------- |
| 2014 | Sotsji | 23e Slopestyle |

### Wereldkampioenschappen
| FIS  | FIS                    | FIS                      |
| Jaar | Plaats                 | Resultaten               |
| ---- | ---------------------- | ------------------------ |
| 2011 | La Molina              | 14e Big Air · Slopestyle |
| 2013 | Stoneham-et-Tewkesbury | Big Air · 62e Slopestyle |

| WSF  | WSF    | WSF           |
| Jaar | Plaats | Resultaten    |
| ---- | ------ | ------------- |
| 2012 | Oslo   | HF Slopestyle |

### Wereldbeker
Eindklasseringen
| Seizoen   | Algm | PAR  | BA    | SBS |
| --------- | ---- | ---- | ----- | --- |
| 2009/2010 | 98e  | -    | 14e   | -   |
| 2010/2011 | 67e  | -    | 28e   | -   |
| 2011/2012 | 6e   | -    | Brons | -   |
| 2012/2013 | 84e  | 245e | -     | 31e |

Wereldbekerzeges
| Datum            | Plaats    | Onderdeel |
| ---------------- | --------- | --------- |
| 19 november 2011 | Stockholm | Big Air   |